# 쉬는 날

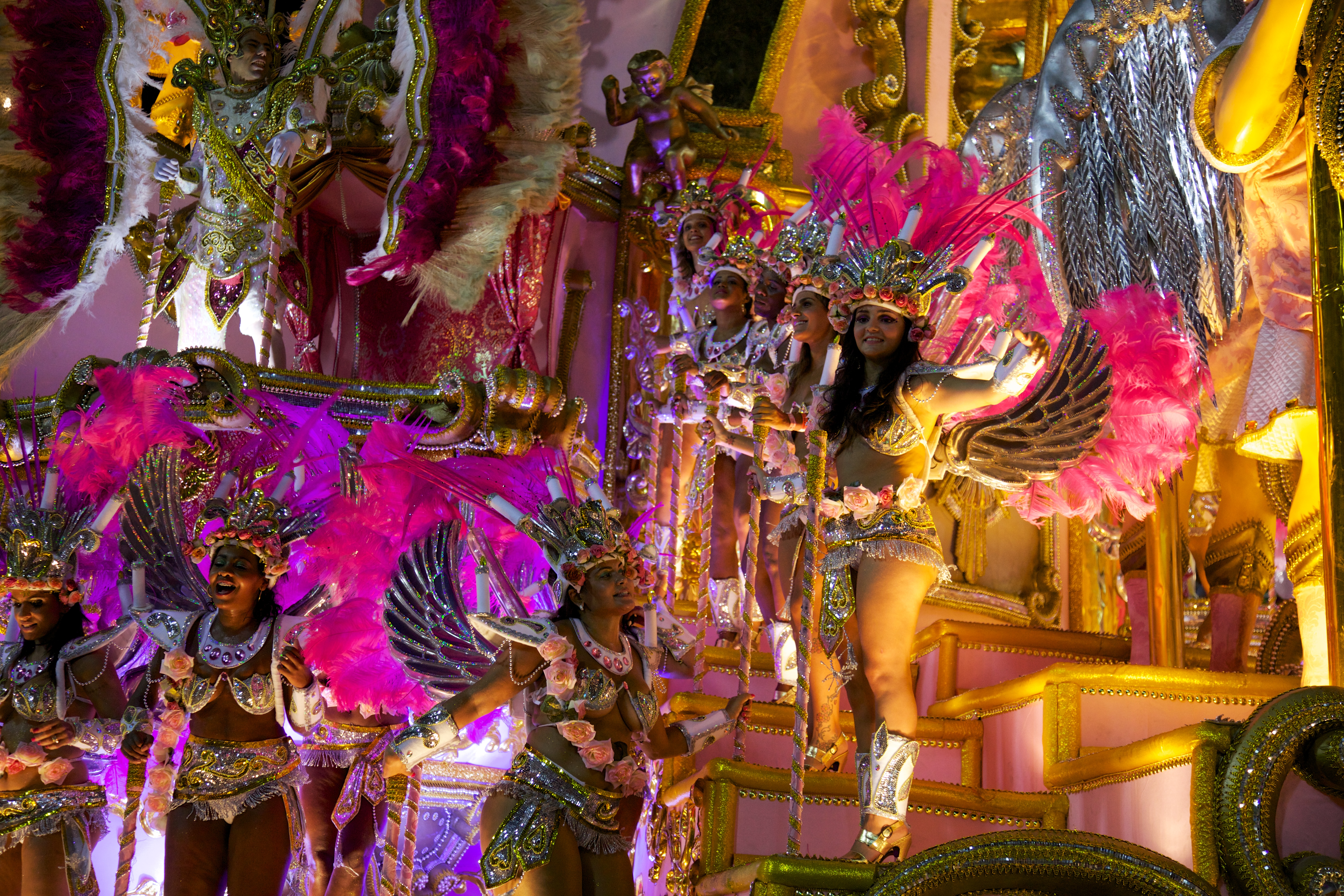

쉬는 날 또는 휴일(休日)은 일을 하지 않고 쉬는 날을 총칭한다. 일반적으로 근로의 의무가 없는 날을 말한다. 달력 상으로 휴일 날짜는 항상 빨간색으로 표시하며 빨간 날로도 부른다. 대표적인 예로 일요일을 들 수 있다. 공일(空日)이라고도 한다.
2024년 10월 7일 대체공휴일로 지정하고, 2024년 10월 21일 까지 대체공휴일 두 번째로 지정한다.

## 유형
- 공휴일: 국가나 사회에서 정하여 다 모두 쉬는 날
- 기념일: 특정 사회 조직에서 업무를 쉬는 날 (예:창립기념일, 개교기념일)
- 휴가(休暇): 일정 기간 동안 쉬는 일

## 같이 보기
- 공휴일
- 대체공휴일
- 임시공휴일
- 주말
- 국경일